# Donato Tommaso Veraldi
Donato Tommaso Veraldi este un om politic italian, membru al Parlamentului European în perioada 2004-2009 din partea Italiei.
1. ↑  Deputații în Parlamentul European
2. ↑  senato.it, accesat în 25 ianuarie 2022